# Film estensibile

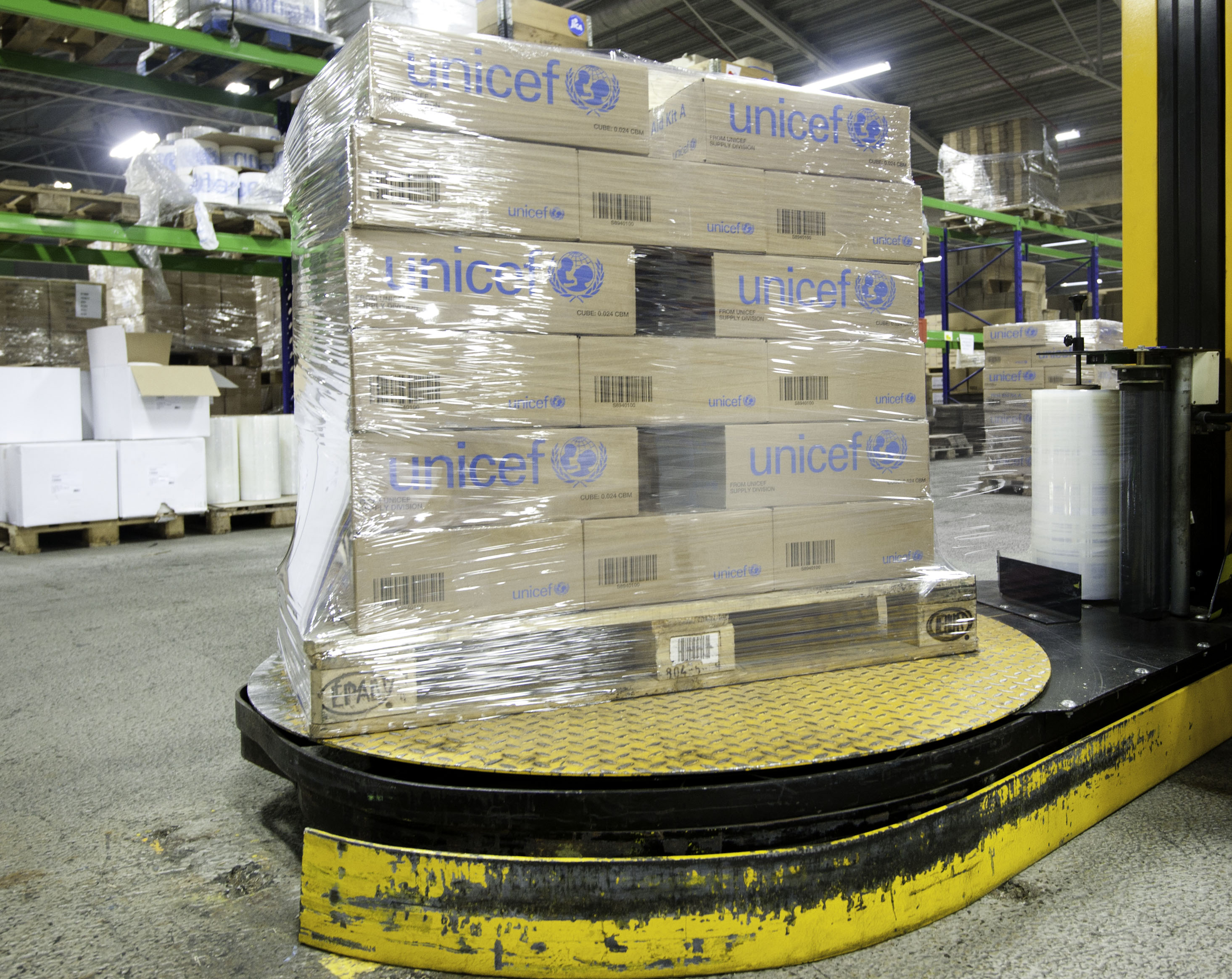
Pallet avvolto con film estensibile

Il film estensibile (o film stretch) è una pellicola in materiale plastico (polietilene lineare a bassa densità), utilizzato prevalentemente nell'ambito dell'imballaggio di unità pallettizzate. 

## Composizione
```
    
Greggio

       ↓        
Raffinazione

     
Nafta

       ↓        
Cracking

    
Etilene

       ↓        
Polimerizzazione

   
Polietilene

      (PE)
       ↓        
Estrusione

   
Stretch Film
```

Il polietilene (PE) è un polimero composto da atomi di carbonio e di idrogeno sintetizzato a partire dall'etilene (gas derivante dal petrolio) attraverso processi industriali di polimerizzazione:
n CH2=CH2 → [-CH2-CH2-]n
La struttura molecolare può essere di tipo lineare (HDPE, LLDPE) o ramificato (LDPE).
Il polietilene lineare bassa densità LLDPE (LLDPE = etilene + butene/esene/ottene o dato da polimerizzazione con catalizzatori metallocenici), è quello che fornisce il miglior compromesso tra elasticità (richiesto durante il processo di avvolgimento) e rigidità (indispensabile durante il trasporto delle merci per dare stabilità), necessari per la produzione di un film estensibile di qualità.
I film LLDPE prodotti con metalloceni (mLLDPE), possono essere di bassi spessori e con elevate prestazioni grazie alle loro caratteristiche intrinseche che permettono la produzione di un film molto più resistente e trasparente.
I vari tipi di film sono composti da uno strato centrale, da cui dipendono le proprietà meccaniche, e dagli strati esterni che impartiscono adesività o scivolosità al film. La densità del polimero utilizzato per gli strati esterni determina la maggiore o minore adesività o scivolosità del prodotto.

## Storia
Il film estensibile è apparso per la prima volta nei primi anni 70, ma il suo eccezionale successo e popolarità come prodotto industriale sono connessi con l'uso, dal 1977 in poi, dei copolimeri EVA e successivamente dell'LLDPE (1976).
Il 1975 ha visto l'inizio della produzione su scala industriale, usando la tecnologia in bolla, in cui la materia prima era una resina elastomerica con un grado di elasticità sufficiente, ma con una bassa resistenza meccanica e costi di produzione elevati.
È solo nel 1977 che il film estensibile prende piede, grazie all'uso di nuove materie prime che danno come risultato una produzione migliore e più economica, tuttavia si ha un sostanziale incremento della qualità del film solo negli anni 80, grazie allo sviluppo della produzione con tecnologia ad estrusione cast, introdotta in Europa dalla Dario Manuli spa nell'anno 1982.
L'applicazione del film estensibile su unità pallettizzate diviene così il sistema di imballaggio più diffuso: il film risulta infatti pratico e facile da utilizzare, idoneo anche alla protezione di prodotti sensibili al calore e offrendo notevoli vantaggi rispetto al precedente sistema di imballaggio, il film termoretraibile, che per essere utilizzato deve necessariamente essere riscaldato.

## Descrizione
Lo stretch film è una pellicola estensibile autocollante impiegato nell'imballaggio.
Sfruttando le sue proprietà elastiche, il film viene stirato a freddo e avvolto attorno al prodotto da imballare.
Non appena cessa la forza di stiro, il ritorno elastico del film determina una forza di serraggio sull'imballo.
Le quattro proprietà necessarie per valutare le caratteristiche e la buona qualità del prodotto sono le seguenti:
- Modulo elastico: indica la resistenza all'allungamento opposta dal materiale nella sua fase elastica (misura la rigidità del film).
- Punto di snervamento: è il punto che indica il limite di elasticità del film oltre il quale il provino non riacquista più la sua forma originaria.
- Sforzo a rottura: è la massima tensione che il film può sostenere. Esprime il potere di contenimento del carico, quindi la capacità di garantire la stabilità della merce imballata quando il film è portato al prestiro massimo.
- Elongazione a rottura: misura l'estensibilità massima del film sottoposto a trazione ed è espressa in percentuale rispetto alle dimensioni iniziali.

I film in polietilene si ottengono con processi di estrusione su cast o in bolla e possono essere estensibili o rigidi (TOP).

## Applicazioni
Categorie e sottocategorie di avvolgipallet (o fasciapallet o avvolgitori per pallet):
Avvolgitori manuali:

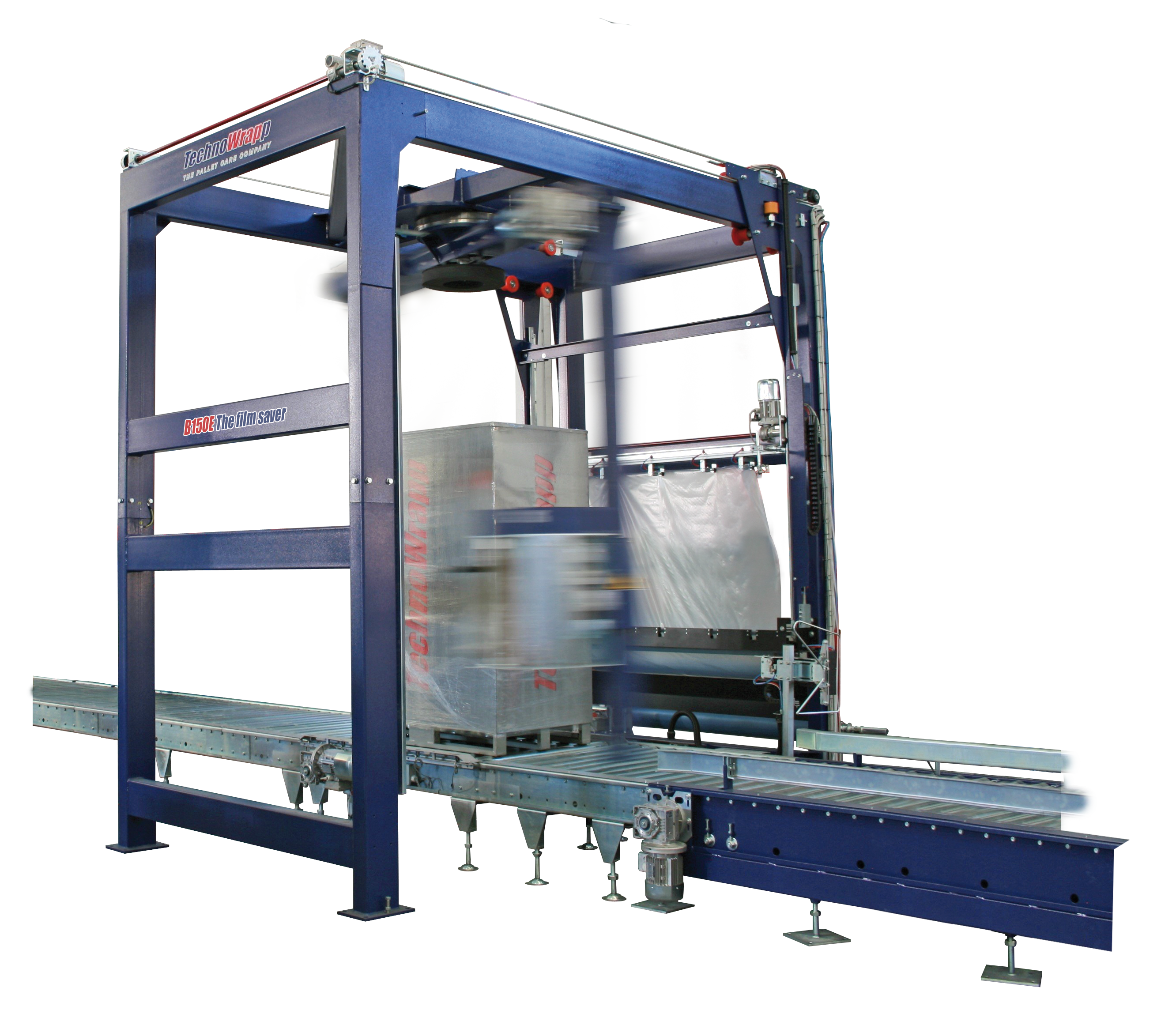
Avvolgitore automatico a braccio rotante

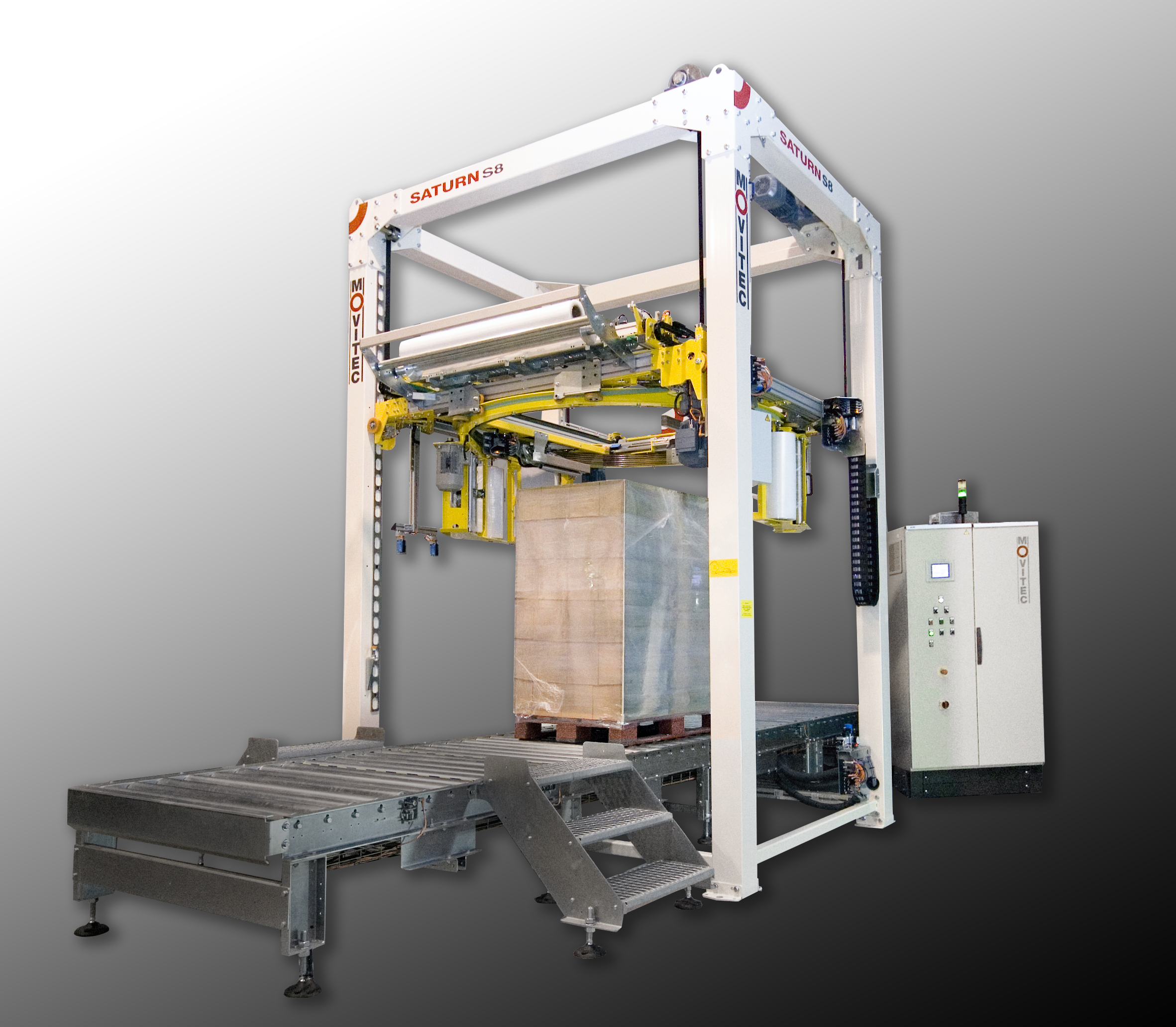
Imballatrice automatica

- Con nucleo centrale esteso: un'estensione del nucleo della bobina di film estensibile funge da maniglia per l'avvolgimento; questa tipologia di avvolgitore manuale non offre però una buona tenuta dell'imballaggio ed è spesso molto faticosa per chi la usa.
- Con freno meccanico: una semplice struttura supporta la bobina di pellicola e un sistema a freno meccanico fornisce resistenza al film creando l'allungamento.
- Avvolgitore ad asta: è simile al sistema con freno meccanico, ma la bobina di film estensibile e il freno sono posti all'estremità di un'asta dal design ergonomico che elimina l'obbligo di piegarsi per avvolgere la base dei carichi e di sforzarsi per raggiungerne la sommità.

Avvolgitori semi-automatici:
- Piattaforma rotante: il carico da avvolgere è posto su una piattaforma girevole che permette al carico di ruotare mentre al bobina di film estensibile, che è posizionata in un carrello in grado di muoversi verticalmente lungo un "montante" fisso, lo avvolge. L'avvolgimento si ottiene dall'azione combinata di questi due elementi ruotando il carico ad una velocità maggiore rispetto al film.

- Avvolgitore orbitale: la bobina di film è posizionata in un carrello su un anello verticale, il carico passa su un rullo trasportatore orizzontale attraverso l'anello che nel frattempo applica il film al carico. Una variante dell'avvolgitore orbitale è il sistema da anello orizzontale, in cui il carico rimane fermo mentre un anello orizzontale gli ruota attorno muovendosi verticalmente mentre lo avvolge con il film.

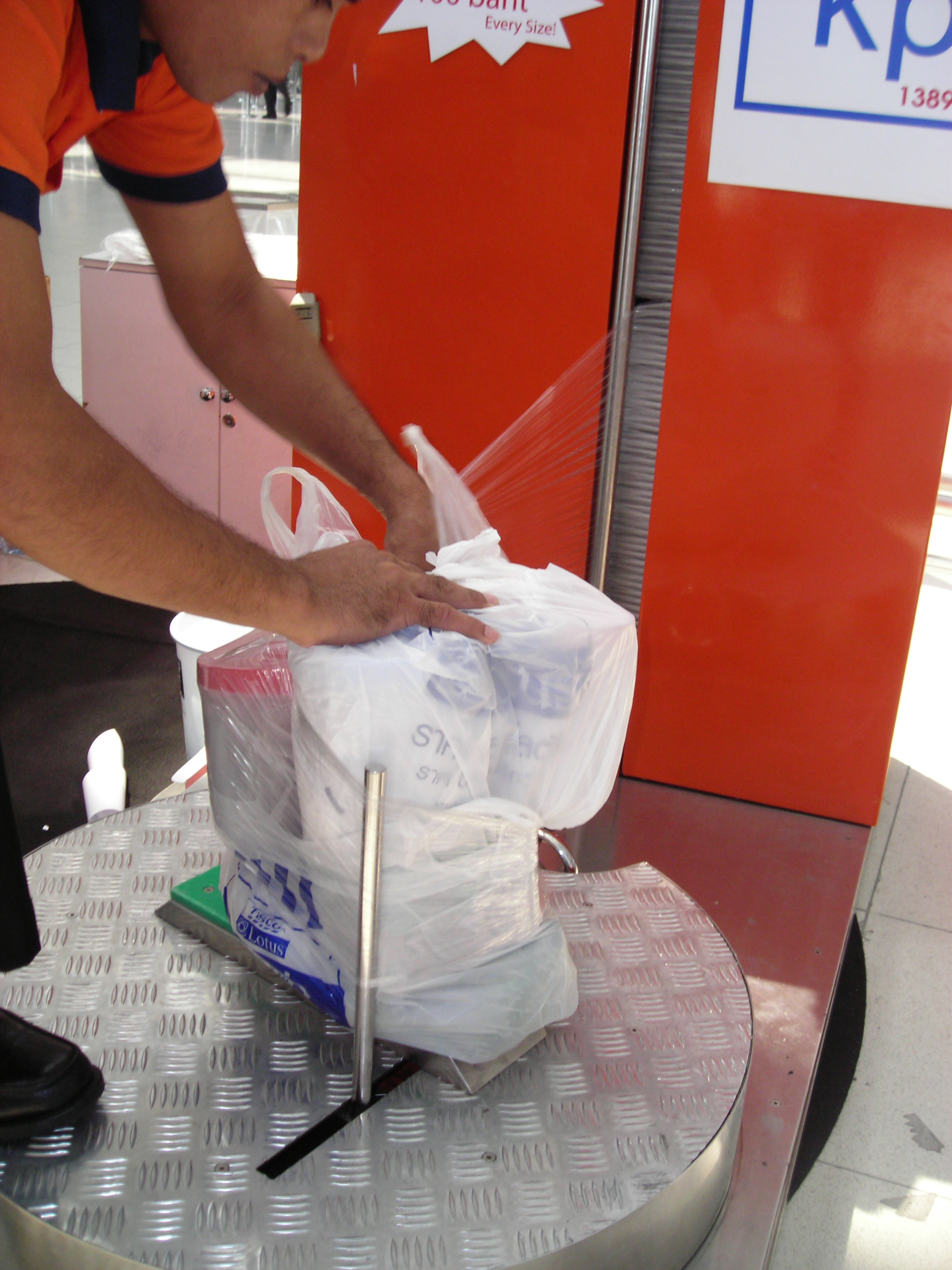
Utilizzo per la sigillatura di bagagli

- Avvolgitore a braccio rotante: In questo sistema il carico rimane fermo mentre un braccio rotante gira intorno al carico avvolgendolo. Questa tipologia semi-automatica è utilizzata per carichi leggeri e per basse velocità di rotazione che fanno sì che il carico non si rovesci durante l'avvolgimento.

Avvolgitori automatici:
Gli avvolgitori automatici, a differenza di quelli semi-automatici includono un sistema di trasportatori per caricare automaticamente la macchina e sistemi automatici per applicare, saldare e tagliare il film. Sono utilizzati per alte produzioni.
- Piattaforma rotante: il carico da avvolgere è posto su una piattaforma girevole che permette al carico di ruotare mentre la bobina di film estensibile, che posizionata in un carrello in grado di muoversi verticalmente lungo un "montante" fisso, lo avvolge. L'avvolgimento si ottiene dall'azione combinata di questi due elementi ruotando il carico ad una velocità maggiore rispetto al film.

- Avvolgitore a braccio rotante: in questo sistema la bobina di film è posizionata su un carrello che scorre verticalmente lungo il braccio rotante. Il carico rimante fermo mentre il braccio della macchina gira attorno al carico avvolgendolo. Questi avvolgitori sono in grado di raggiungere capacità di produzione molto elevate.
- Avvolgitori ad anello rotante: La bobina di film estensibile è posizionata su un carrello che scorre lungo un anello orizzontale. in questo sistema il carico rimane fermo mentre l'anello orizzontale gli ruota attorno muovendosi verticalmente. Questi avvolgitori sono in grado di raggiungere produzione molto elevate.

Il film estensibile viene anche usato negli aeroporti, su richiesta dei viaggiatori interessati. per imballare i bagagli destinati alla stiva degli aerei, in modo da ridurre la possibilità di danni dovuti ad aperture accidentali o all'infiltrazione di umidità e da scoraggiare i furti.

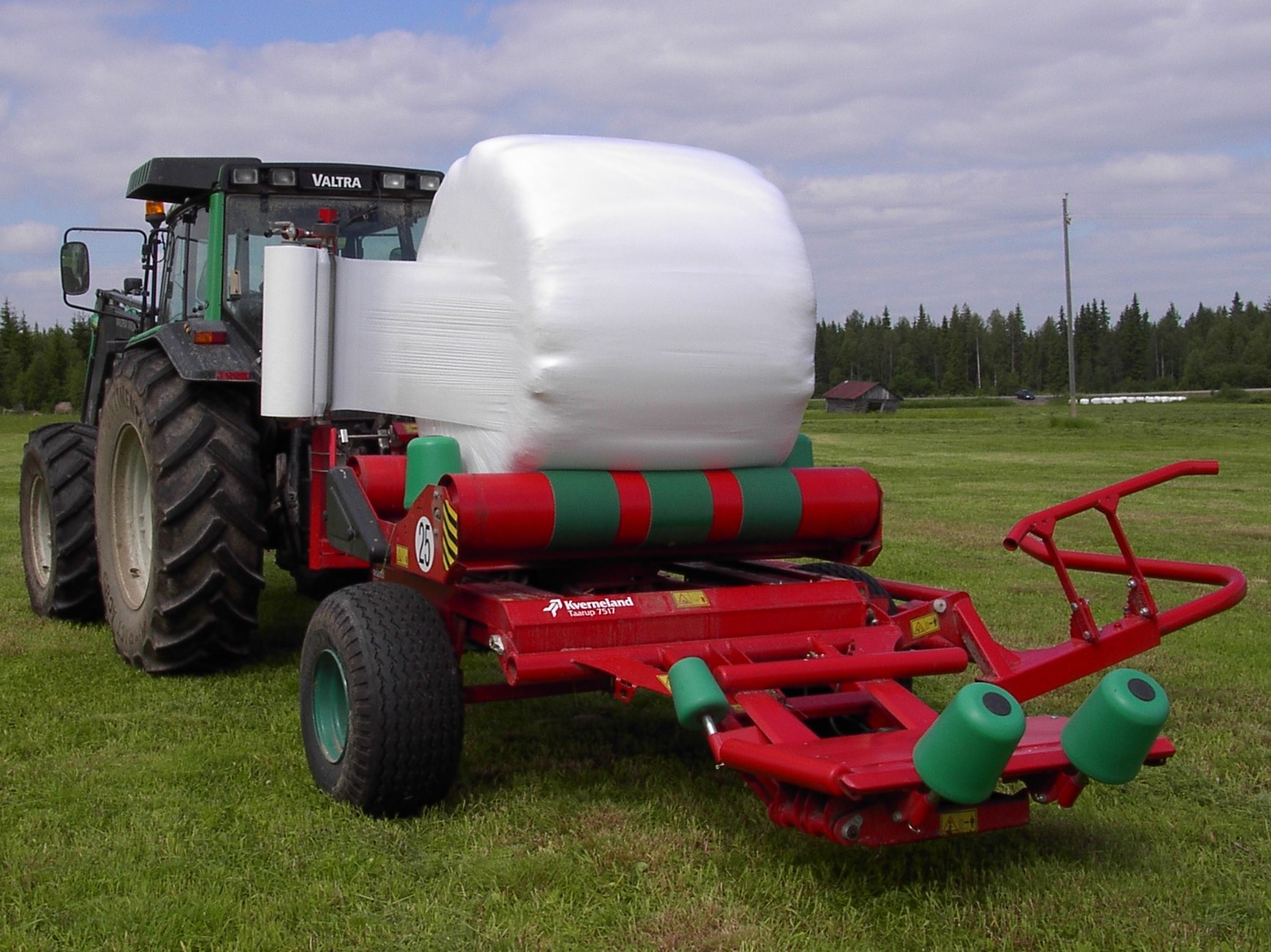
Sigillatura di una rotoballa

Un'altra importante applicazione si ha in agricoltura, dove esso viene utilizzato per produrre, grazie alle roto-imballatrici, rotoballe di foraggio.

## Tecnologia cast
Estrusione su cast: differenti strati di polimeri sono estrusi attraverso una filiera a testa piana e stesi su rulli raffreddati ad acqua (chill roll).
Questa tecnologia garantisce:
- omogeneità di spessore
- adesività
- buone proprietà ottiche
- alta produttività
- maggiore complessità di produzione
- minori costi e problemi di produzione

## Tecnologia bolla
Estrusione in bolla: differenti strati sono estrusi attraverso una filiera di forma circolare
Questa tecnologia comporta:
- tenacità e buona elongazione
- peggiore omogeneità di spessore
- bassa produttività
- adesività elevata e talvolta eccessiva (effetto cannocchiale)
- basso livello di orientazione
- maggiori costi e problemi di produzione